# Mike Gale
Michael Eugene „Mike” Gale (ur. 18 lipca 1950 w Filadelfii, zm. 31 lipca 2020) – amerykański koszykarz, występujący na pozycji rozgrywającego.

## Osiągnięcia
College
- Koszykarz Roku CIAA (1971)[2]
- Wybrany do[3]:
  - składów All-CIAA (1970, 1971)
  - NAIA (National Association of Intercollegiate Athletics) All-American (1971)
  - Galerii Sław Sportu:
    - Elizabeth City State[4]
    - CIAA (Central Intercollegiate Athletic Association – 1985)[5]

ABA
- Mistrz ABA (1974)[6]
- Wicemistrz ABA (1973)[7]
- Zaliczony do I składu defensywnego ABA (1973, 1974)[8][9]
- Lider play-off w średniej przechwytów (1976)[10]